# Campeonato Mundial de Halterofilia de 1920
El XX Campeonato Mundial de Halterofilia se celebró en Viena (Austria) entre el 4 y el 8 de septiembre de 1920 bajo la organización de la Federación Internacional de Halterofilia (IWF) y la Federación Austríaca de Halterofilia.
En el evento participaron 74 halterófilos de 4 federaciones nacionales afiliadas a la IWF.

## Medallistas
| Evento   | Oro                          | Plata                        | Bronce                         |
| -------- | ---------------------------- | ---------------------------- | ------------------------------ |
| 60 kg    | Eugen Wiedmann · Alemania    | Andreas Jaquemont · Alemania | Gustav Kubu · Austria          |
| 67,5 kg  | Philipp List · Alemania      | Josef Zimmermann · Alemania  | Karl Palkowitz · Austria       |
| 75 kg    | Karl Stritesky · Austria     | Ulrich Blaser · Suiza        | Josef Kammerer · Austria       |
| 82,5 kg  | Josef Straßberger · Alemania | Franz Zuba · Austria         | Leopold Hennermüller · Austria |
| +82,5 kg | Karl Mörke · Alemania        | Franz Aigner · Austria       | Heinrich Alscher · Austria     |

## Medallero
| Núm. | País     | Oro | Plata | Bronce | Total |
| ---- | -------- | --- | ----- | ------ | ----- |
| 1    | Alemania | 4   | 2     | 0      | 6     |
| 2    | Austria  | 1   | 2     | 5      | 8     |
| 3    | Suiza    | 0   | 1     | 0      | 1     |
|      | TOTAL    | 5   | 5     | 5      | 15    |

| Predecesor: · Breslau 1913 · Polonia | Campeonato Mundial de Halterofilia XX edición | Sucesor: Tallin 1922 Estonia |

- Datos: Q700486